# بخش مرکزی شهرستان رابر
بخش مرکزی شهرستان رابُر یکی از بخش‌های شهرستان رابر در استان کرمان ایران است. مرکز آن شهر رابر است.

## تقسیمات کشوری
- بخش مرکزی شهرستان رابر:
  - دهستان سیه‌بنوئیه

شهر: رابر

## جمعیت
بنابر سرشماری مرکز آمار ایران، جمعیت بخش مرکزی شهرستان رابر در سال ۱۳۸۵ برابر با ۳۴۵۸۶ نفر بوده‌است.